# Холмівська телещогла
Холминська

## Характеристика
Висота вежі становить 245 м. Висота над рівнем моря — 165 м. Радіус потужності покриття радіосигналом становить 65 км. Прорахунок для DVB-T2 — 233 м.